# Hieracium sect. Naegeliana
La sezione  Hieracium sect. Naegeliana   Zahn ex Szelag è una sezione di piante angiosperme dicotiledoni del genere Hieracium della famiglia delle Asteraceae.

## Etimologia
Il nome del genere deriva dalla parola greca hierax o hierakion (= sparviere, falco). Il nome del genere è stato dato inizialmente dal botanico francese Joseph Pitton de Tournefort (1656 - 1708) rifacendosi probabilmente ad alcuni scritti del naturalista romano Gaio Plinio Secondo (23 - 79) nei quali, secondo la tradizione, i rapaci si servivano di questa pianta per irrobustire la loro vista. Il nome della sezione è stata data in onore di Karl von Nägeli (1817–1891), professore di botanica a Zurigo e Monaco.
Il nome scientifico della sezione è stato definito dai botanici Karl Hermann Zahn (1865-1940) e Zbigniew Szeląg.

## Descrizione
Habitus. La forma biologica prevalente è emicriptofita scaposa (H scap), ossia in generale sono piante erbacee (e aromatiche), a ciclo biologico perenne, con gemme svernanti al livello del suolo e protette dalla lettiera o dalla neve, inoltre spesso hanno l'asse fiorale eretto e privo di foglie (piante scapose), oppure le foglie basali sono assenti alla fioritura (piante afillopode). Queste piante sono provviste di lattice (i vasi latticiferi sono anastomizzati), ma sono prive di stoloni. I peli ghiandolari sono più o meno assenti o sparsi su alcune parti della pianta (peduncoli dei capolini e involucro); inoltre le specie di questo gruppo sono piante di tipo fillopode (raramente sono hypofillopode).
Radici. Le radici sono secondarie da rizoma. I rizomi spesso sono pluricauli.
Fusto. La parte aerea del fusto è eretta o ascendente con ramosità più o meno copiosa. Il portamento di queste piante spesso è simile ad un tappeto non denso. Le piante di questo genere possono raggiungere un'altezza massima di 2,5 dm.
Foglie. Le foglie si dividono in basali e cauline disposte in modo alternato. Quelle basali, da 5 a 7, sono sessili con forme obovato-lanceolate o spatolate. La lamina è più o meno intera con bordi continui o variamente dentati. Quelle cauline sono lineari, sessili e progressivamente ridotte e con lamine più strette.
Infiorescenza. La sinflorescenza è del tipo monocefalo, raramente è forcata. Le infiorescenze sono composte da un solo capolino sotteso da 3 - 5 brattee appressate all'involucro. I capolini sono formati da un involucro composto da diverse brattee (o squame) embricate disposte su 2 serie in modo embricato, all'interno delle quali un ricettacolo fa da base ai fiori tutti ligulati. L'involucro ha delle forme emisferiche (lunghezza: 9 – 11 mm). Le brattee involucrali sono colorate di verde-nerastro; le forme sono strettamente ovato-lanceolate con apice acuto. Il ricettacolo è nudo, ossia senza pagliette a protezione della base dei fiori (i margini degli alveoli sono distintamente dentati).
Fiori. I fiori sono tutti del tipo ligulato, tetra-ciclici (ossia sono presenti 4 verticilli: calice – corolla – androceo – gineceo) e pentameri (ogni verticillo ha 5 elementi). I fiori sono inoltre ermafroditi e zigomorfi. In alcuni casi i fiori femminili sono "stilosi".
- Formula fiorale:

*/x K {\displaystyle \infty }, [C (5), A (5)], G 2 (infero), achenio
- Calice: i sepali del calice sono ridotti ad una coroncina di squame.
- Corolla: le corolle sono formate da un tubo e da una ligula terminante con 5 denti; il colore è giallo. Le ligule sono lunghe oltre l'involucro e sono glabre.
- Androceo: gli stami sono 5 con filamenti liberi, mentre le antere sono saldate in un manicotto (o tubo) circondante lo stilo.[16] Le antere alla base sono acute. Il polline è tricolporato.[17]
- Gineceo: lo stilo è giallo (con papille scure), è filiforme e peloso sul lato inferiore; gli stigmi dello stilo sono due divergenti. L'ovario è infero uniloculare formato da 2 carpelli. La superficie stigmatica è posizionata internamente (vicino alla base).[18]

Frutti. I frutti sono degli acheni con pappo. Gli acheni sono scuri a forma colonnare-obconica (o più o meno cilindrica) e sono ristretti alla base (e ingrossati all'apice), mentre la superficie (liscia o appena rugosa) è provvista di 8 - 10 coste che nella parte apicale confluiscono in un orlo anulare. Il colore degli acheni è paglierino. Il pappo è formato 20 a 80 setole biancastre (o giallastre) semplici disposte su due serie (quelle interne sono più lunghe e più rigide, quelle esterne sono fragili). Dimensione degli acheni: 3,5 mm.

## Biologia
Impollinazione: l'impollinazione avviene tramite insetti (impollinazione entomogama tramite farfalle diurne e notturne).

Riproduzione: la fecondazione avviene fondamentalmente tramite l'impollinazione dei fiori (vedi sopra).

Dispersione: i semi (gli acheni) cadendo a terra sono successivamente dispersi soprattutto da insetti tipo formiche (disseminazione mirmecoria). In questo tipo di piante avviene anche un altro tipo di dispersione: zoocoria. Infatti gli uncini delle brattee dell'involucro (se presenti) si agganciano ai peli degli animali di passaggio disperdendo così anche su lunghe distanze i semi della pianta.

## Distribuzione e habitat
Le piante di questo gruppo in genere prediligono habitat rupestri e pascoli alpini. La distribuzione in Italia è relativa ai Monti Sibillini e Abruzzo.

## Tassonomia
La famiglia di appartenenza di questa voce (Asteraceae o Compositae, nomen conservandum) probabilmente originaria del Sud America, è la più numerosa del mondo vegetale, comprende oltre 23.000 specie distribuite su 1.535 generi, oppure 22.750 specie e 1.530 generi secondo altre fonti (una delle checklist più aggiornata elenca fino a 1.679 generi). La famiglia attualmente (2021) è divisa in 16 sottofamiglie.

### Filogenesi
Il genere di questa voce appartiene alla sottotribù Hieraciinae della tribù Cichorieae (unica tribù della sottofamiglia Cichorioideae). In base ai dati filogenetici la sottofamiglia Cichorioideae è il terz'ultimo gruppo che si è separato dal nucleo delle Asteraceae (gli ultimi due sono Corymbioideae e Asteroideae). La sottotribù Hieraciinae fa parte del "quinto" clade della tribù; in questo clade è posizionata alla base ed è "sorella" al resto del gruppo comprendente, tra le altre, le sottotribù Microseridinae e Cichoriinae. Il genere  Hieracium (insieme al genere Pilosella) costituisce il nucleo principale della sottotribù Hieraciinae e formano (insieme ad altri generi minori) un "gruppo fratello" posizionato nel "core" delle Hieraciinae.
Il genere Hieracium è un genere estremamente polimorfo con maggioranza di specie apomittiche. Di questo genere sono descritte circa 1000 specie sessuali e oltre 3000 specie apomittiche, delle quali circa 250 e più sono presenti nella flora spontanea italiana.
I caratteri distintivi per il genere Hieracium sono:
- le piante non sono tutte vischiose;
- i fusti e le foglie hanno peli semplici o ghiandolari;
- i capolini sono numerosi;
- il colore dei fiori in genere è giallo carico;
- i rami dello stilo sono lunghi;
- le coste dell'achenio confluiscono in un anello;
- il pappo è formato da due serie di setole.

Le specie di questo genere, provviste di molte sottospecie, formano degli aggregati o sezioni con diverse specie incluse, altre sono considerati "intermediare" (o impropriamente ibridi in quanto queste specie essendo apomittiche non si incrociano e quindi non danno prole feconda) con altre specie. A causa di ciò si pongono dei problemi di sistematica quasi insolubili e per avere uno sguardo d'insieme su questa grande variabilità può essere necessario assumere un diverso concetto di specie. Qui in particolare viene seguita la suddivisione in sezioni del materiale botanico così come sono elencate nell'ultima versione della "Flora d'Italia".
La sezione XIV  Naegeliana  è affine alla sezione Cernua; entrambe si sono formate nelle aree di rifugio durante le glaciazioni dell'Europa sud orientale. I caratteri distintivi per le specie di questa sezione sono:
- i peli ghiandolari sono più o meno assenti o sparsi su alcune parti della pianta (peduncoli dei capolini e involucri);
- le specie di questo gruppo sono piante di tipo fillopode (raramente sono hypofillopode);
- le foglie basali sono generalmente intere
- sono presenti da 1 a 3 foglie cauline con forme lineari;
- le sinflorescenze sono monocefale (raramente sono forcate);
- la fioritura è tardo-primaverile (fino a estiva);
- il colore degli acheni è paglierino.

Il numero cromosomico delle specie della sezione è: 2n = 18 e 27 (specie diploidi, triploidi, tetraploidi e pentaploidi).

### Specie della flora italiana
Nella flora spontanea italiana, per la sezione di questa voce, sono presenti le seguenti specie (principali e secondarie):
Specie principale. Hieracium naegelianum   Pancic, 1875 - Sparviere di Nageli: l'altezza massima della pianta è di 15 – 25 cm (massimo 35 cm); il ciclo biologico è perenne; la forma biologica è emicriptofita scaposa (H scap); il tipo corologico è Orofita / Est Mediterraneo; l'habitat tipico sono i pendii rupestri e i pascoli (su calcare); in Italia è una specie rara e si trova negli Appennini centrali fino ad una quota compresa tra 1.800 e 2.200 m s.l.m..
Specie secondarie collegate a Hieracium naegelianum:
| Specie                                    | Caratteri                                           | Habitat      | Distribuzione italiana  |
| ----------------------------------------- | --------------------------------------------------- | ------------ | ----------------------- |
| Hieracium nubitangens Gottschl., 2009[24] | Tra la specie H. naegelianum e la specie H. bifidum | Rupi montane | Gran Sasso - Molto rara |